# Le Petit-Bornand-les-Glières
Le Petit-Bornand-les-Glières è un comune francese di 1 129 abitanti situato nel dipartimento dell'Alta Savoia della regione dell'Alvernia-Rodano-Alpi.

## Società

### Evoluzione demografica
Abitanti censiti